# Puig de sa Cruïlla
El Puig de sa Cruïlla és una muntanya de 322 metres que es troba al municipi de Cadaqués, a la comarca catalana de l'Alt Empordà.